# Lejon på stan
Lejon på stan är en svensk dramafilm från 1959 i regi av Gösta Folke.

## Handling
Charlie är en gammal cirkusartist som slutat efter en olycka i en trapets. När en cirkus sedan kommer till stan släpps deras lejon löst.

## Om filmen
Lejon på stan premiärvisades 26 december 1959 på biograferna Röda Kvarn och Fontänen i Stockholm. Filmen spelades in i Filmstaden Råsunda med exteriörer från Öregrund av Martin Bodin. 
Lejonet Simba som användes i filmen togs till Sverige som tre månaders unge från Södra Sudan av Sigvard Berggren (grundare av Borås djurpark). Sigvard Berggren bestämde sig för att tämja och uppfostra honom i fullkomlig frihet. Lejonet var aldrig kopplat med rep eller kedjor utan fick springa fritt ute med husse tills det var ungefär ett och ett halvt år gammalt.

## Roller i urval
- Nils Poppe – Charlie
- Peter Thelin – Janne
- Jan Erik Lindqvist – Waldemar Walle Blom, hans far
- Ann-Marie Gyllenspetz – Greta Berg, lärarinna
- Herman Ahlsell – Carl-Adam Adde Pettersson, signaturen CAP, journalist på Kuriren
- Sigge Fürst – Vogel, polismästare
- Olof Thunberg – borgmästaren
- Git Gay – Astrid Johansson, alias Miss Corinna
- Hugo Björne – redaktör på Kuriren
- Ragnar Arvedson – Nisse, alias Fakir Ali Akbar
- Malou Blomberg – Sylvia
- Marianne Lindberg – Sylvias mamma
- Åke Fridell – cirkusdirektören
- Dagny Lind – borgmästarinnan
- Sigvard Berggren - Stand-in för Nils Poppe i brottningscener med Simba

## Musik i filmen
- The Old Clockmaker, kompositör Art Strauss och Ronnie Dale
- Paris' entrésång ur Den sköna Helena, kompositör Jacques Offenbach
- Serenad, kompositör Hans Åke Gäfvert
- Blinka lilla stjärna där, text Betty Ehrenborg-Posse till fransk melodi
- Hjärtats saga/Vart hjärta har sin saga, kompositör Wilhelm Åström, text Sigurd
- Last Train, kompositör och text Carl-Gunnar Kjellén och Rune Furén
- På blomsterklädd kulle, text Wilhelmina Åström till folkmelodi
- Vandringen i världen, text Albert Engström till folkmelodi
- Imse Vimse Spindel, gammal barnramsa
- Wenn die Blätter leise rauschen, tysk folkvisa
- Flugan stökar i stugan, kompositör Peter Thelin text av Rune Lindström
- Jag äger hela staden, och stora esplanaden, kompositör Peter Thelin text av Rune Lindström
- Sitter i köket och nubbar, kompositör Peter Thelin text av Rune Lindström